# Lupinus exaltatus
Lupinus exaltatus là một loài thực vật có hoa trong họ Đậu. Loài này được Zucc. miêu tả khoa học đầu tiên.